# Petrinci
Petrinci este o localitate din comuna Sodražica, Slovenia, cu o populație de 32 de locuitori.